# Світська особа
Світська особа або великосвітська особа (англ. socialite) — це людина (як правило, привілейованого, багатого або аристократичного походження чи становища), що має широковідому репутацію та високу позицію в суспільстві. Світські особи витрачають значну кількість часу на різні модні заходи та події, які проводяться для представників вищого світу.
На початку ХХІ ст. в Україні також поширений термін «світська дама» або калька з російської «світська левиця», до тих відомих жінок, що мають успіх у «вищому світі» суспільства (в еліт й бомонду), активно беруть участь у світському житті (насамперед, в презентаціях, т. з. «тусовках» та інших заходах), ведуть публічне та гламурне життя, що виставляється напоказ.

## ХІХ ст
В Європі поняття світська особа (socialite) виникає в кін. 18-го і 19-му століттях. Більшість перших світських осіб були дружинами або коханками королів, князів або вищого дворянства. Але для них це була більше вимушена дія та спосіб виживання, ніж форма задоволення.
Світські особи викликали захоплення на балах та званих прийняттях, були популярними серед загалу через свій спосіб життя. Проте, одночасно, до них часто ставилися зі зневагою та презирством, особливо коли їх впливовий прихильник втрачав до них схильність.
Зі зростанням класу багатих людей у США в XIX столітті, світські особи стали відігравати більш важливу роль, яка могла принести владу і вплив. Тут світські особи визначались, зважаючи на походження, освіту, економічне становище. Були навіть соціальні реєстри, каталоги імен та адрес контактів світських осіб («preferred social contacts») видатних сімей в XIX столітті.

## ХХІ ст.
У 21 столітті термін «світська особа» пов'язаний з тим, щоб бути соціально визнаним та вести розкішний спосіб життя.
До світських осіб відносять знаменитостей, акторів, моделей, співаків, що ведуть публічний спосіб життя, беруть участь в світських заходах та вечірках, мають вплив на популярну культуру та засоби масової інформації.
Яскравим представником публічної дами є знаменитість Періс Хілтон — приклад публічної особи 21-го століття, яка завдяки своїй здатності привернути увагу та здобути популярність в медіа завдяки своєму багатству, поведінці та стилю життя.
Сучасні «світські дами» зазвичай виходять з богемного середовища: співачок, кіноактрис, моделей, телеведучих, дизайнерів, спортсменів тощо. Вони дуже часто є дружинами, подругами, коханками, утриманками або дітьми надзвичайно багатих олігархів, бізнесменів, політиків, чиновників та інших публічних осіб.
В Україні телеведуча та світська дама Катя Осадча вела популярну програму «Світське життя» — програму про багатих і відомих людей, а також світські заходи, які вони відвідують.